# بییاموریل د سراتو
بییاموریل د سراتو (به اسپانیایی: Villamuriel de Cerrato) یک شهرستان در اسپانیا است که در استان پالنسیا واقع شده‌است.

## خصوصیات
بییاموریل د سراتو ۳۹ کیلومترمربع مساحت و ۵٬۳۰۴ نفر جمعیت دارد.